# بهمن باتمانقلیچ
بهمن باتمانقلیچ (۱۳۱۵-۱۳۹۸) کارآفرین ایرانی بود که پیش از انقلاب چندین پروژه بزرگ در ایران از جمله تله‌کابین توچال را احداث کرده بود. کار ساخت تله‌کابین، در سال ۱۳۵۳ با همکاری شرکت‌های فرانسوی «پوما» و اتریشی «دوپل مایر» آغاز شد و در سال پاییز ۱۳۵۶ پایان یافت.

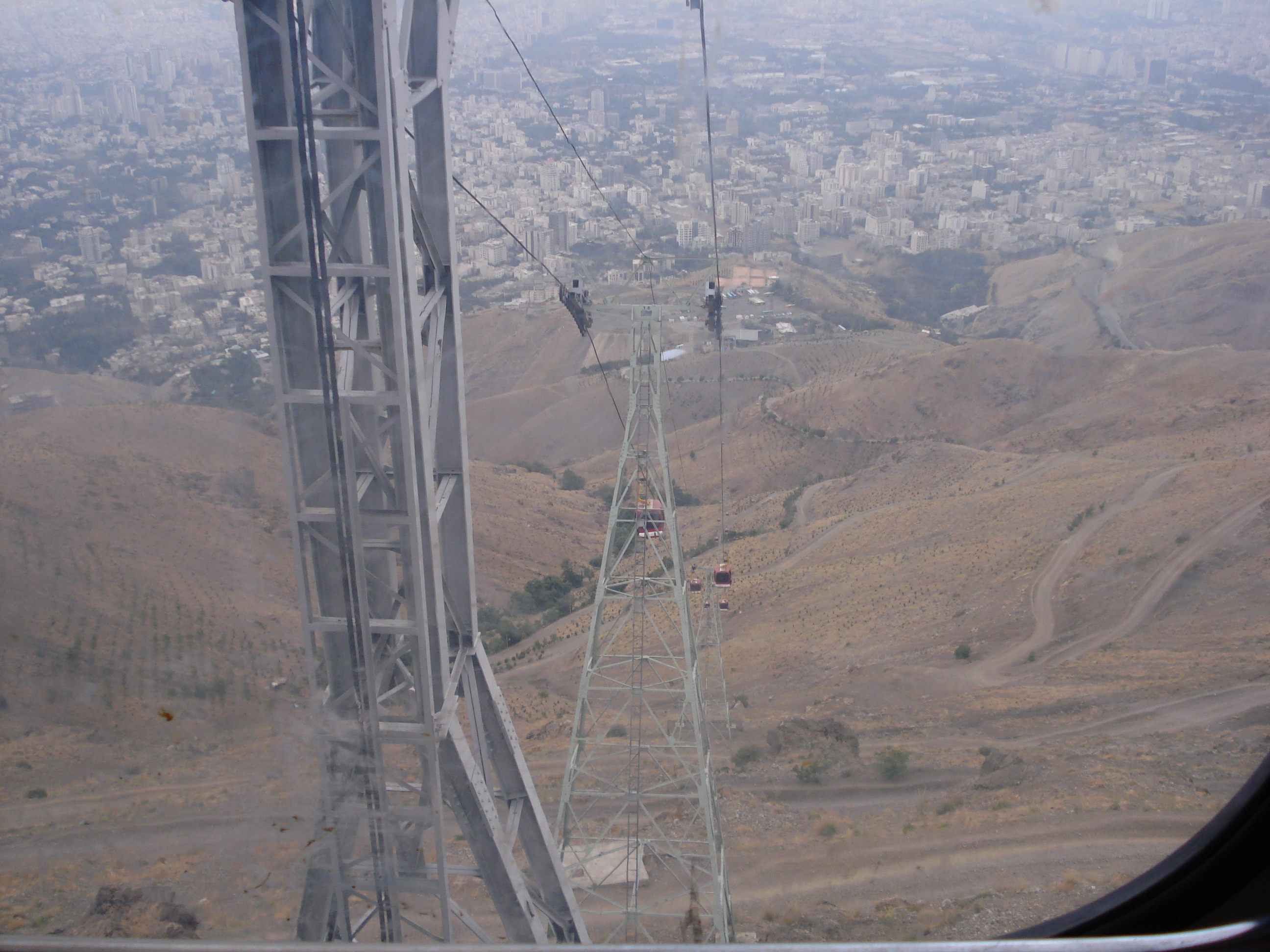

باتمانقلیچ در ۲۳ مارس ۱۹۳۶ در تهران در یک خانواده کارآفرین به دنیا آمد. در سن هشت سالگی به یک مدرسه شبانه‌روزی در انگلستان فرستاده شد. در سال ۱۹۵۹ از کالج سنت پیتر دانشگاه آکسفورد فارغ‌التحصیل شد. در مصاحبه‌ای با روزنامه واشینگتن پست در سال ۱۹۹۶ گفته بود که بیشتر ثروت خود را در ایران از طریق ساخت پیست اسکی و همچنین کارخانه پتروشیمی، کارخانه سیمان و شبکه مخابرات اندوخته بود، اما هنگامی که مجبور به ترک ایران شد بخش بزرگی از دارایی خود را نیز در ایران رها کرد.
وی در سال ۱۹۸۱ با هزینه شخصی «بنیاد دوستی ایران و آمریکا» را در آمریکا تاسیس کرد.از جمله کارهای بنیاد در طول حیات چهار ساله اش می توان به آموزش زبان فارسی به کودکان و کمک به پناه جویان ایرانی اشاره کرد.
او در مقطعی یکی از افراد شاخص در حوزه ساخت و ساز در شمال ویرجینیا، در حومه واشینگتن بود و قصد داشت تا یک مجتمع بزرگ ۳۱۸ هکتاری در نزدیکی فرودگاه بین‌المللی دالاس واشینگتن بسازد. بهمن باتمانقلیچ پس از انقلاب، مجبور به ترک ایران شد. وی در حومه واشینگتن زندگی می‌کرد. بهمن باتمانقلیچ با روشنک رام ازدواج نمود این زوج صاحب چهار فرزند به نام‌های نهال، سحر، لیلا و بهمن شدند. وی در پی عوارض بیماری آلزایمر و پارکینسون در ۵ اردیبهشت ۱۳۹۸ (۲۵ آوریل ۲۰۱۹) در سن ۸۳ سالگی در یک مرکز توانبخشی در شهرستان فرفکس، ویرجینیا درگذشت.